# كلارنس هنري
كلارنس هنري (بالإنجليزية: Clarence Henry)‏ (24 يونيو 1895 بسان أنطونيو في الولايات المتحدة - 28 فبراير 1999 بلوس أنجلوس في الولايات المتحدة) هو ملاكم أمريكي.

## إحصائيات
خاض خلال مسيرته 41 نزالا، فاز في 34 وتعادل في 1 وخسر في 6. فاز بالضربة القاضية في 19 نزالا.

## روابط خارجية
- كلارنس هنري على موقع بوكس ريك (الإنجليزية) (registration required)